# Abul Gor
Abul Gor (tiếng Ả Rập: أبو الغر) là một ngôi làng Syria nằm ở phó huyện Al-Saan ở huyện Salamiyah, Hama. Theo Cục Thống kê Trung ương Syria (CBS), Abul Gor có dân số 261 trong cuộc điều tra dân số năm 2004.